# Dark Globe
«Dark Globe» (также известна как «Wouldn’t You Miss Me») — песня Сида Барретта с его первого сольного альбома The Madcap Laughs.

## Запись
Сид Барретт записал «Dark Globe» наряду с другими песнями во время сессии, состоявшейся 12 июня 1969 года. Продюсировали Дэвид Гилмор и Роджер Уотерс. Несмотря на то, что Гилмор и Уотерс посчитали, что песня закончена, Барретт в конце сессии записал песню в третий раз. Версия, записанная в начале сессии, была выпущена на готовом альбоме. 26 июля 1969 года Барретт снова записал «Dark Globe». Эта версия была указана на листе под названием «Wouldn’t You Miss Me». Трек наряду с двумя другими был смикширован 6 августа того же года.

## Участники записи
- Сид Барретт — вокал, акустическая гитара
- Дэвид Гилмор — продюсер
- Роджер Уотерс — продюсер

## Кавер-версии
Песня была перепевалась группой R.E.M. во время гастролей в поддержку альбомов Document и Green. Впервые R.E.M. выпустили песню на сингле «Orange Crush», а в 1993 году они переиздали её на британском «коллекционном издании» сингла «Everybody Hurts». Это была одна из четырёх кавер-версий на редком сборнике группы Automatic Box. В интервью для DVD The Pink Floyd & Syd Barrett Story Роджер Уотерс вспоминает, как встретился за кулисами с R.E.M. и был тепло принят группой, кроме вокалиста Майкла Стайпа. Стайп сидел в углу, прижавшись спиной ко всем, игнорируя Уотерса, пока не исполнил «Dark Globe» во время выхода на бис. Уотерс предположил, что таким образом Стайп хотел сказать: «Сид был в порядке, а вот ты мудак.» 18 апреля 2015 года исполнение R.E.M. было выпущено в качестве би-сайда на 7" коричневой пластинке в рамках Дня музыкального магазина.
«Dark Globe» также на своих концертах исполняли Placebo, Джин Уин, Soundgarden и Крис Корнелл.
Гитарист Pink Floyd Дэвид Гилмор исполнил вживую песню во время некоторых своих концертов в июле 2006 года, как дань уважения Барретту вскоре после его смерти. В том же году была выпущена концертная версия сингла «Arnold Layne».